# Moroeni
Moroeni è un comune della Romania di 5 222 abitanti, ubicato nel distretto di Dâmbovița, nella regione storica della Muntenia.
Il comune è formato dall'unione di 6 villaggi: Dobrești, Glod, Lunca, Moroeni, Mușcel, Pucheni.
Nel villaggio di Glod sono state girate alcune scene del film Borat - Studio culturale sull'America a beneficio della gloriosa nazione del Kazakistan (che tra l'altro dovevano rappresentare il Kazakistan). Gli abitanti kazaki sono stati interpretati da dei rom locali.